# Liste der brasilianischen Bundesstaaten nach dem Index der menschlichen Entwicklung

Brasiliens Bundesstaaten nach HDI 2017
0,800 – 1,000
0,700 – 0,799
0,600 – 0,699

Folgende Liste sortiert die Bundesstaaten Brasiliens nach ihrem Index der menschlichen Entwicklung (Human Development Index).
Der Human Development Index ist eine Methode, den Entwicklungsstand eines Landes oder einer Region zu berechnen. Der HDI berücksichtigt nicht nur das Bruttonationaleinkommen pro Kopf, sondern ebenso die Lebenserwartung und die Dauer der Ausbildung anhand der Anzahl an Schuljahren, die ein 25-Jähriger absolviert hat, sowie der voraussichtlichen Dauer der Ausbildung eines Kindes im Einschulungsalter. Der HDI wurde im Wesentlichen von dem pakistanischen Ökonomen Mahbub ul Haq entwickelt, der eng mit dem indischen Ökonomen Amartya Sen sowie dem britischen Wirtschaftswissenschaftler und Politiker Meghnad Desai zusammenarbeitete.

## Berechnungsmethode
Ab dem Bericht über die menschliche Entwicklung 2010 werden die drei Dimensionen wie berechnet:
- Lebenserwartungsindex: Lebenserwartung bei Geburt (LE)
- Bildungsindex: Durchschnittliche Schulbesuchsdauer (DSD) und voraussichtliche Schulbesuchsdauer (VSD) in Jahren
- Lebensstandard: Bruttonationaleinkommen (BNE) pro Kopf (BNEpk), KKP US$

1. Lebenserwartungs-Index (LEI) {\displaystyle ={\dfrac {{\text{LE}}-20}{85{,}0-20}}}
2. Bildungs-Index (BI) {\displaystyle ={\dfrac {{\text{DSDI}}+{\text{VSDI}}}{2}}}
2.1. Durchschnittliche-Schulbesuchsdauer-Index (DSDI) {\displaystyle ={\dfrac {{\text{DSD}}-0}{15{,}0-0}}}
2.2. Voraussichtliche-Schulbesuchsdauer-Index (VSDI) {\displaystyle ={\dfrac {{\text{VSD}}-0}{18{,}0-0}}}
3. Einkommensindex (EI) {\displaystyle ={\dfrac {\ln({\text{BNEpk}})-\ln(100)}{\ln(75000)-\ln(100)}}}

Zum Schluss wird der HDI als geometrisches Mittel aus den drei Dimensionen errechnet: {\displaystyle {\text{HDI}}={\sqrt[{3}]{{\text{LEI}}\cdot {\text{BI}}\cdot {\text{EI}}}}.}
LE: Lebenserwartung bei Geburt
DSD: Durchschnittliche Schulbesuchsdauer (Anzahl Jahre, die eine 25-jährige Person oder älter die Schule besucht hat)
VSD: Voraussichtliche Schulbesuchsdauer (Anzahl Jahre, die ein 5-jähriges Kind voraussichtlich zur Schule gehen wird)
BNEpk: Bruttonationaleinkommen pro Kopf kaufkraftbereinigt in US-Dollar

## Bundesstaaten nach HDI
Alle 26 Bundesstaaten und die Hauptstadtregion nach der Entwicklung des Human Development Index von 1990 bis 2021. Mit einem Wert von 0,760 belegte Brasilien Platz 79 im Human Development Index und gehört damit zu den Ländern mit hoher menschlicher Entwicklung. In Brasilien erreichten vor allem die südlichen Staaten ein höheres Entwicklungsniveau. Die Bundesstaaten im Nordosten dagegen waren deutlich weniger entwickelt.
| Rang 2021                 | Bundesstaat         | HDI 1990 | HDI 2000 | HDI 2010 | HDI 2020 | HDI 2021 |
| ------------------------- | ------------------- | -------- | -------- | -------- | -------- | -------- |
| 1                         | Distrito Federal    | 0,685    | 0,764    | 0,781    | 0,820    | 0,816    |
| 2                         | Rio de Janeiro      | 0,648    | 0,723    | 0,750    | 0,787    | 0,783    |
| 3                         | São Paulo           | 0,650    | 0,724    | 0,747    | 0,784    | 0,780    |
| 4                         | Rio Grande do Sul   | 0,641    | 0,714    | 0,737    | 0,773    | 0,769    |
| 5                         | Santa Catarina      | 0,642    | 0,715    | 0,736    | 0,773    | 0,769    |
| 6                         | Paraná              | 0,625    | 0,695    | 0,731    | 0,767    | 0,763    |
| 7                         | Goiás               | 0,620    | 0,690    | 0,729    | 0,765    | 0,761    |
| 8                         | Espírito Santo      | 0,618    | 0,688    | 0,725    | 0,761    | 0,757    |
| 9                         | Mato Grosso do Sul  | 0,609    | 0,678    | 0,725    | 0,761    | 0,757    |
| 10                        | Roraima             | 0,595    | 0,662    | 0,724    | 0,760    | 0,756    |
| 11                        | Minas Gerais        | 0,616    | 0,686    | 0,723    | 0,758    | 0,754    |
| 12                        | Mato Grosso         | 0,594    | 0,661    | 0,720    | 0,755    | 0,751    |
| 13                        | Rio Grande do Norte | 0,576    | 0,640    | 0,713    | 0,747    | 0,743    |
| 14                        | Tocantins           | 0,558    | 0,620    | 0,712    | 0,746    | 0,743    |
| 15                        | Amapá               | 0,617    | 0,686    | 0,710    | 0,745    | 0,741    |
| 16                        | Sergipe             | 0,576    | 0,640    | 0,709    | 0,743    | 0,739    |
| 17                        | Amazonas            | 0,571    | 0,636    | 0,700    | 0,734    | 0,730    |
| 18                        | Pernambuco          | 0,564    | 0,628    | 0,699    | 0,733    | 0,730    |
| 19                        | Paraíba             | 0,558    | 0,619    | 0,699    | 0,732    | 0,729    |
| 20                        | Bahia               | 0,568    | 0,631    | 0,698    | 0,732    | 0,728    |
| 21                        | Rondônia            | 0,554    | 0,616    | 0,697    | 0,731    | 0,727    |
| 22                        | Ceará               | 0,562    | 0,624    | 0,696    | 0,730    | 0,726    |
| 23                        | Alagoas             | 0,530    | 0,590    | 0,683    | 0,715    | 0,712    |
| 24                        | Pará                | 0,559    | 0,622    | 0,683    | 0,716    | 0,712    |
| 25                        | Acre                | 0,552    | 0,613    | 0,679    | 0,712    | 0,709    |
| 26                        | Piauí               | 0,549    | 0,609    | 0,679    | 0,711    | 0,707    |
| 27                        | Maranhão            | 0,531    | 0,589    | 0,669    | 0,702    | 0,698    |
|                           | Brasilien           | 0,610    | 0,679    | 0,723    | 0,758    | 0,754    |
| Quelle: globaldatalab.org |                     |          |          |          |          |          |